# Крамаренко, Олег Александрович
Оле́г Алекса́ндрович Крамаре́нко (род. 17 сентября 1970) — советский и украинский легкоатлет, специалист по бегу на короткие дистанции. Выступал за сборные СССР, СНГ и Украины по лёгкой атлетике в 1990-х годах, обладатель серебряной медали чемпионата Европы, победитель и призёр первенств национального значения, действующий рекордсмен Украины в эстафете 4 × 100 метров, участник летних Олимпийских игр в Атланте. Представлял Запорожье и спортивное общество «Динамо». Мастер спорта Украины международного класса.

## Биография
Олег Крамаренко родился 17 сентября 1970 года в г. Мелитополе, Запорожской области.
Начинал заниматься лёгкой атлетикой в Мелитополе, потом переехал в Запорожье, где состоял в добровольном спортивном обществе «Динамо».
Впервые заявил о себе на взрослом всесоюзном уровне в сезоне 1991 года, когда выиграл бронзовые медали в беге на 100 метров и в эстафете 4 × 100 метров на чемпионате страны в рамках X летней Спартакиады народов СССР в Киеве. Попав в основной состав советской национальной сборной, выступил на чемпионате мира в Токио, где дошёл до стадии четвертьфиналов в дисциплине 100 метров и показал седьмой результат в эстафете 4 × 100 метров.
В 1992 году стал серебряным призёром в беге на 60 метров на зимнем чемпионате СНГ в Москве, в той же дисциплине финишировал шестым на чемпионате Европы в помещении в Генуе.
После распада Советского Союза представлял национальную сборную Украины. Так, в 1994 году участвовал в чемпионате Европы в помещении в Париже, занял второе место в эстафете 4 × 100 метров на Кубке Европы в Бирмингеме и на чемпионате Европы в Хельсинки, стал четвёртым на Играх доброй воли в Санкт-Петербурге.
В 1995 году отметился выступлением на чемпионате мира в Гётеборге.
В 1996 году на Кубке Европы в Мадриде вместе с соотечественниками Константином Рураком, Сергеем Осовичем и Владиславом Дологодиным одержал победу в эстафете 4 × 100 метров, установив при этом ныне действующий национальный рекорд Украины — 38,53. Благодаря череде удачных выступлений удостоился права защищать честь страны на летних Олимпийских играх в Атланте — с теми же партнёрами благополучно вышел в финал эстафеты и занял в решающем забеге четвёртое место.
В 1997 году бежал эстафету 4 × 100 метров на чемпионате мира в Афинах.
Завершил спортивную карьеру по окончании сезона 1998 года.
За выдающиеся спортивные достижения удостоен почётного звания «Мастер спорта Украины международного класса».